# 안평면
안평면(安平面)은 대한민국 경상북도 의성군의 면이다. 넓이는 101.19km2이고, 인구는 2013년 기준으로 2,344명이다.

## 연혁
- 신라시대 : 조문국(召文國)에 속함.
- 고려시대 : 의성부(義城府)에 속함.
- 조선시대 : 안동대도호부에 속함.
- 1896년 : 경상북도 감찰부(監察府)로 편입.
- 1914년 : 행정구역 개편에 의거 의성현 석전면, 안평면, 비안현의 외북면을 합하여 안평면이라 칭함.
- 1988년 5월 1일 : 동을 리로 개칭.

## 행정 구역
- 괴산1리, 괴산2리
- 금곡리
- 기도리
- 대사리
- 도옥리
- 마전리
- 박곡리
- 삼춘리
- 석탑리
- 신안리
- 신월리
- 창길리
- 하령리

## 교육
- 안평초등학교 (박곡리)
  - 하령분교 (폐교) - 안평면 하령1길 77 (하령리)
  - 도옥분교 (폐교) - 안평면 신안길 37 (도옥리)
- 안평중학교 (폐교) - 안평면 봉호로 968-3 (창길리)